# 叶连娜·楚纳耶娃
叶连娜·莫伊谢耶芙娜·楚纳耶娃（羅馬化：Yelena Moiseyevna Tsunayeva；1969年1月13日—）是俄罗斯政治人物，第八届国家杜马代表。

## 生平
2010年，楚纳耶娃被授予历史学理学副博士学位。从1992年到2010年，她在伏尔加格勒州的学校和机构担任教师长达18年。从1980年代开始，她一直从事实地搜寻探险活动，寻找并重新埋葬苏联士兵的遗骸。楚纳耶娃甚至共同创立了名为“Poisk”（意为搜寻）的伏尔加格勒公共组织。2000年，她担任伏尔加格勒国立大学20世纪俄罗斯经济史问题研究所研究员。2015年，她加入不朽军团运动组织委员会。2017年，她成为俄罗斯联邦公众院成员。2018年11月29日，她当选为全俄人民阵线的五位联合主席之一。2021年9月起担任第八届国家杜马代表。

### 制裁
楚纳耶娃于2022年因俄乌战争而受到英国政府制裁。